# Надпероксид калия
Надперокси́д ка́лия (диоксид калия, супероксид калия; KO2) — неорганическое соединение жёлтого цвета, которое образуется в результате сгорания расплавленного калия в чистом кислороде. Используется наряду с надпероксидом натрия во многих системах жизнеобеспечения, в кислородных масках на пассажирских самолётах, а также в изолирующих противогазах. Молекулярная масса 71,10. Температура плавления при нормальном атмосферном давлении 490—530 °C, в вакууме (1—2 мм рт. ст.) 350—415 °C. Гигроскопичен, поглощает из воздуха водяные пары и углекислый газ, выделяет кислород, реагируя с углекислым газом. Реагирует с водой и этанолом. Плотность 2,158 г/см³. Реакция с водой очень бурная, экзотермическая, может происходить со взрывом, поэтому недопустим контакт вещества или изделий, содержащих его (регенеративные патроны) с водой.

## Получение
Простой способ получения состоит в сгорании калия в чистом кислороде:
{\displaystyle {\mathsf {K+O_{2}\ {\xrightarrow {\ \ }}\ KO_{2}}}}
При этом продукт загрязнён примесью K2O2.
К экзотическим можно отнести способ окисления кислородом раствора калия в жидком аммиаке при ≈ −50 °C:
{\displaystyle {\mathsf {K\ {\xrightarrow {O_{2}}}\ K_{2}O_{2}\ {\xrightarrow {O_{2},\tau ^{o}C}}\ KO_{2}}}}
при этом состав зависит от температуры проведения реакции — чем она выше, тем большая степень окисления.

## Физические свойства
Оранжево-жёлтые кристаллы тетрагональной сингонии, пространственная группа I 4/mmm, параметры ячейки a = 0,570 нм, b = 0,672 нм, Z = 4, упаковка типа CaC2.
Температура плавления 535 °C под избыточным давлением кислорода.
Раньше надпероксиду калия приписывали формулу K2O4, однако рентгенографические исследования структуры показали, что вещество состоит из ионов K+ и O−
2, что соответствует формуле KO2.

## Химические свойства
Надпероксид калия неустойчив и при нагревании в вакууме отщепляет кислород:
{\displaystyle {\mathsf {KO_{2}\ {\xrightarrow {\ 290^{o}C}}\ K_{2}O_{2}\ {\xrightarrow {\ 530^{o}C}}\ K_{2}O}}}
Вода разлагает надпероксид калия с выделением кислорода:
{\displaystyle {\mathsf {2KO_{2}+2H_{2}O\ {\xrightarrow {\ \ }}\ 2KOH+H_{2}O_{2}+O_{2}\uparrow }}}
Разбавленные кислоты разлагают надпероксид калия на пероксид водорода и кислород:
{\displaystyle {\mathsf {2KO_{2}+2HCl\ {\xrightarrow {\ \ }}\ 2KCl+H_{2}O_{2}+O_{2}\uparrow }}}
С концентрированной серной кислотой выделяется озон:
{\displaystyle {\mathsf {2KO_{2}+H_{2}SO_{4}\ {\xrightarrow {\ \ }}\ K_{2}SO_{4}+H_{2}O+O_{3}\uparrow }}}
Надпероксид калия является сильным окислителем:
{\displaystyle {\mathsf {2KO_{2}+S\ {\xrightarrow {\ \ }}\ K_{2}SO_{4}}}}
{\displaystyle {\mathsf {4KO_{2}+3C\ {\xrightarrow {\ \ }}\ 2K_{2}CO_{3}+CO_{2}\uparrow }}}
{\displaystyle {\mathsf {2KO_{2}+2NH_{3}\ \xrightarrow {\ \ } \ 2KOH+2H_{2}O+N_{2}\uparrow }}}
Наиболее важной, в практическом применении, является реакция с углекислым газом:
{\displaystyle {\mathsf {4KO_{2}+2CO_{2}\ {\xrightarrow {\ H_{2}O}}\ 2K_{2}CO_{3}+3O_{2}\uparrow }}}
Эта реакция используется в изолирующих противогазах для очистки выдыхаемого воздуха.
С помощью краун-эфиров надпероксид калия удалось растворить в органических растворителях и использовать для окисления органических веществ.

## Применение

### Промышленность
Надпероксид калия используется в химической промышленности как мощный окислитель, а также для удаления следов углекислого газа CO2 и воды H2O.

### Космонавтика и системы жизнеобеспечения
Надпероксид калия применяется в российской космонавтике в качестве источника кислорода и поглотителя углекислого газа. В частности он применяется на российских космических кораблях «Союз» и в специальных костюмах для выхода в открытый космос. Используется также в средствах химзащиты для автономной генерации кислорода и во многих системах жизнеобеспечения (например, в аппаратах для глубоководного погружения, шахтных самоспасателях). Килограмм надпероксида калия может поглотить 0,309 кг CO2 с выделением 0,38 кг кислорода.

### Подводные лодки
Также применяется в качестве резервного источника кислорода и поглотителя углекислого газа на подлодках и субмаринах (например, на минисубмарине «Приз»).

### Биология
В результате реакции надпероксида калия с водой выделяется кислород. Однако промежуточным продуктом этой реакции в воде является супероксидный радикал — начальный компонент клеточного оксидативного стресса, поэтому надпероксид калия может использоваться в качестве неферментативного источника надпероксида (в отличие от ферментативного образования надпероксида, катализируемого, например ксантиноксидазой) для модельного оксидативного стресса.